# Justus Pfaue
Justus Pfaue (ur. 25 września 1942 w Ballenstedt, zm. 8 marca 2014) – niemiecki scenarzysta i autor powieści dla młodzieży; z wykształcenia - prawnik i psycholog. Utwory jego były wielokrotnie ekranizowane i szczególnie popularne w Polsce w latach 80. Mieszkał w Monachium i Positano.

## Twórczość

### Wybrane utwory literackie
- 1984: Patrik Pacard. Entscheidung im Fjord
- 1985: Oliver Maass. Das Spiel mit der Zaubergeige
- 1985: Bas-Boris Bode - Der Junge, den es zweimal gibt
- 1986: Teufels Großmutter oder der Himmel auf Erden
- 1987: Anna Nowe życie (Anna)
- 1988: Anna balerina (Anna Ballerina)
- 1989: Brawo Anno (Bravo, Anna)
- 1989: Laura und Luis
- 1993: Clara und das Glück dieser Erde
- 1994: Clara gibt nicht auf

### Filmografia - scenariusze
- 2008: Hand in Hand (miniserial)
- 2004: Die Kirschenkönigin (miniserial)
- 1994: Blankenese (serial)
- 1993: Fünf Millionen und ein paar Zerquetschte
- 1993: Clara (miniserial)
- 1990-1991: Wie gut, dass es Maria gibt (serial)
- 1989: Laura und Luis (miniserial/film) (Laura i Luiza)
- 1988: Anna (film)
- 1987: Anna (miniserial) (Anna Balerina)
- 1986: Die Wicherts von nebenan (serial)
- 1985–1986: Teufels Großmutter (miniserial)
- 1985: "Bas-Boris Bode – Der Junge, den es zweimal gab (serial)
- 1985: Oliver Maass: Das Spiel mit der Zaubergeige
- 1984: Patrik Pacard (miniserial)
- 1984: Zwei schwarze Schafe (serial)
- 1983: Ravioli
- 1983: Nesthäkchen (serial)
- 1983: Mandara (serial)
- 1982: Jack Holborn (miniserial)
- 1982: Manni, der Libero
- 1981: Silas (miniserial) (Sylas)
- 1981: Sternensommer (film telewizyjny)
- 1980: Merlin (serial)
- 1979: Timm Thaler (serial)
- 1976–1977: Ein Mann kam im August (miniserial)